# Élections municipales ivoiriennes de 2001
Les élections municipales ivoiriennes de 2001 ont eu lieu le 25 mars 2001.

## Contexte
Le 24 décembre 1999, Henri Konan Bédié est renversé par un Coup d'État et s’exile en France. Robert Guéï devient chef d'État jusqu'au 26 octobre 2000, jour où Laurent Gbagbo, opposant de toujours est proclamé président de la République de Côte d'Ivoire. Le Rassemblement des républicains de Côte d'Ivoire avait été écarté pour cette élection présidentielle, tout comme le Parti démocratique de Côte d'Ivoire.